# Peter Sloterdijk

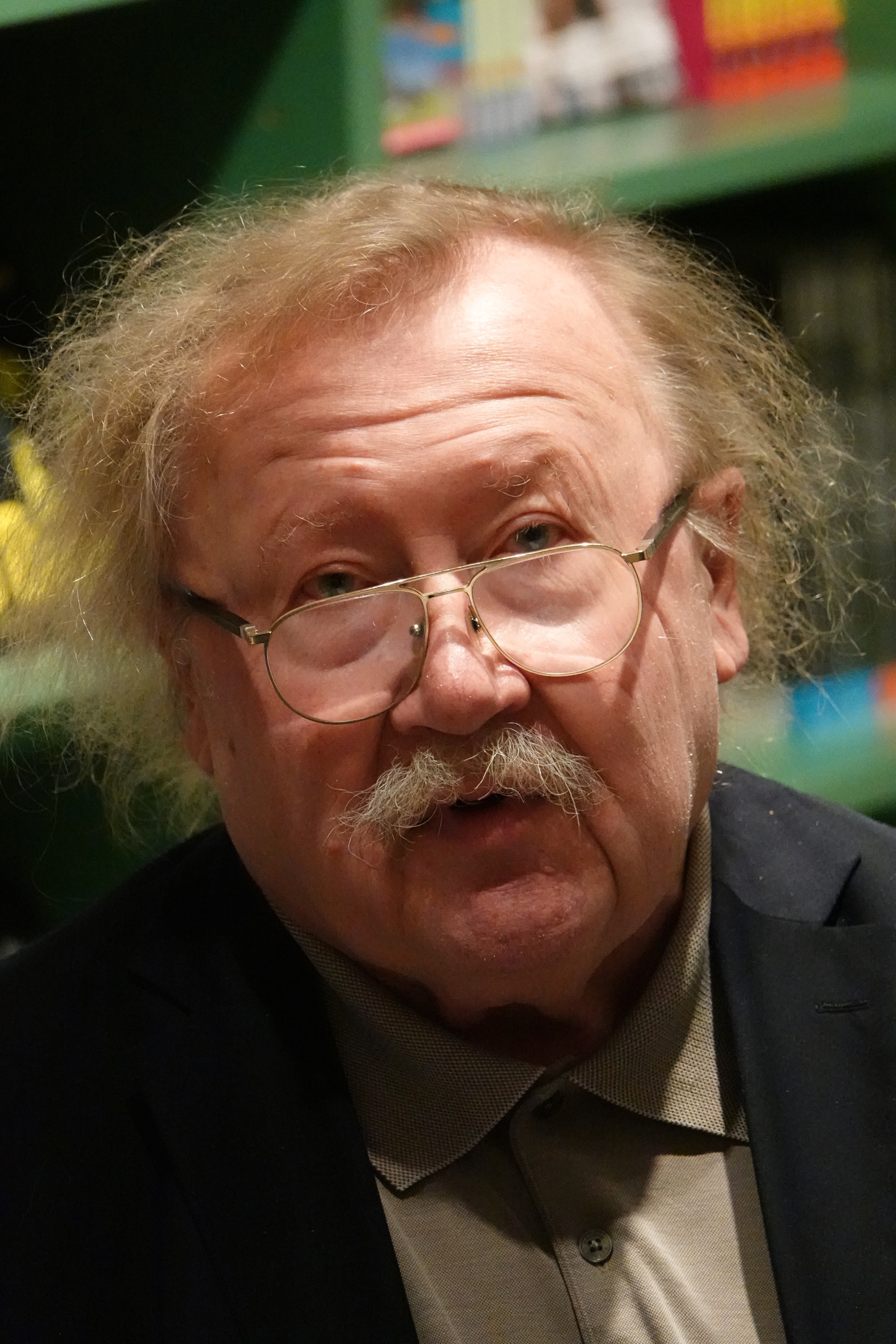
Peter Sloterdijk (2024)

Peter Sloterdijk (Aussprache [ˈsloːtɐˌdaɪk]; * 26. Juni 1947 in Karlsruhe) ist ein deutscher Philosoph, Kulturwissenschaftler und Publizist, der mit seinen Beiträgen und Büchern in Deutschland zahlreiche Debatten ausgelöst hat. Er lehrte bis 2017 an der Staatlichen Hochschule für Gestaltung Karlsruhe Philosophie und Ästhetik. Sein thematisch weit ausgreifendes publizistisches Schaffen ist mit zahlreichen Preisen geehrt worden.

## Leben

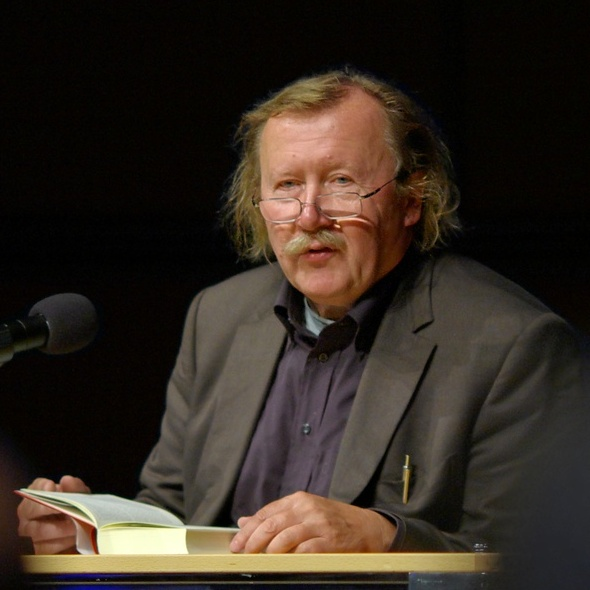
Peter Sloterdijk in Karlsruhe, bei einer Lesung aus seinem Buch Du mußt dein Leben ändern, Juni 2009

### Herkunft und Schulzeit
Peter Sloterdijks deutsche Mutter, Jahrgang 1915, hatte auf dem Luisen-Gymnasium in München um das Jahr 1934 ihr Abitur gemacht. Während des Zweiten Weltkrieges war sie als Radarüberwacherin der Wehrmacht in den Niederlanden stationiert. Nach dem Krieg nach Deutschland zurückgekehrt, verschlug es sie zunächst nach Karlsruhe, wo sie ihren niederländischen Ehemann kennenlernte, von dem sie bald ihr erstes Kind erwartete. Peter Sloterdijks Geburt war kompliziert, gefolgt von einer schweren Gelbsucht aufgrund einer Rhesus-Inkompatibilität bei den Eltern. Die Ehe der Eltern hielt nicht lange, sodass Peter und seine Schwester zunächst in der Obhut ihrer Mutter aufwuchsen, später auch in der ihrer Münchener Großeltern.
Sloterdijk erklärte später, er habe Bemutterung erfahren, aber keine „Bevaterung“. Deshalb habe er sich seine „Väter oder Instruktoren“ selbst „zusammensuchen“ müssen. In einem drastischen Text aus dem Jahr 1980 beschrieb er die fatalen emotionalen Prägungen aus seiner Kindheit, von denen er sich als Erwachsener zu lösen versuchte: die emotionale Treue zu seiner unglücklichen Mutter, die zu seinem traurigen Lebensgefühl geführt hatte, und der vergebliche Versuch, sich innerlich auf die Seite des abwesenden Vaters zu stellen, um endlich dessen Anerkennung zu bekommen.
Als Sloterdijk fünf Jahre alt war, zog die Familie von Karlsruhe in einen Münchener Vorort. Dort besuchte er das Wittelsbacher-Gymnasium bis zum Abitur, mit einer kurzen Unterbrechung um das Jahr 1957, als er in ein Internat am Ammersee kam, aus dem er mit Freunden floh. Bereits als 16-Jähriger hatte Sloterdijk Kants Kritik der reinen Vernunft und noch vor dem Abitur „praktisch alles von Nietzsche“ gelesen.

### Studium
Von 1968 bis 1974 studierte Sloterdijk in München und Hamburg Philosophie, Geschichte und Germanistik. Bereits 1971 erstellte er seine Magisterarbeit mit dem Titel Strukturalismus als poetische Hermeneutik. In den Jahren 1972/73 folgten ein Essay über Michel Foucaults strukturale Theorie der Geschichte sowie eine Studie mit dem Titel Die Ökonomie der Sprachspiele. Zur Kritik der linguistischen Gegenstandskonstitution. Sloterdijk war Stipendiat der Studienstiftung des deutschen Volkes.
1976 wurde er aufgrund seiner von Klaus Briegleb betreuten Doktorarbeit zum Thema Literatur und Organisation von Lebenserfahrung, Gattungstheorie und Gattungsgeschichte der Autobiographie der Weimarer Republik 1918–1933 durch den Fachbereich Sprachwissenschaften der Universität Hamburg promoviert.

### Reise nach Indien
Zwischen 1978 und 1980 hielt sich Sloterdijk im Aschram von Bhagwan Shree Rajneesh (später Osho) im indischen Poona auf. Nach seiner Rückkehr nach München trug er noch etwa zwei Jahre lang die orangefarbene Tracht der Bhagwan-Anhänger.
1997 sagte er, die Reise nach Indien sei für ihn lebenswichtig gewesen, und er lebe noch immer „von den Metamorphosen dieser Impulse“. In einem Interview beschrieb er die „Umstimmungserfahrung“, die er in Indien erlebt hatte, als irreversibel und erklärte: „Wer sie gemacht hat, wird unempfänglich für Theorien, in denen die Depression immer Recht hat. […] Man lebt unter einem helleren Himmel.“ In einem anderen Interview drückte er es so aus: „Nach Poona war ich psychisch nicht mehr unter meiner deutschen Adresse erreichbar. Es begann etwas, was ich einmal die Osterweiterung der Vernunft genannt habe. Mit diesem Impuls kam eine tiefe Aufheiterung in mein Dasein. Ich war plötzlich befreit von dem psychosozialen Tiefdruckgebiet, das über meinem Leben und dem meiner Generation gehangen hatte.“

### Schriftsteller
Seit den 1980er Jahren arbeitet Sloterdijk als freier Schriftsteller, als „philosophierender Schriftsteller“, wie er selbst sagt. In seinen Schriften hat er eine „populärphilosophische Anthropologie“ vorgelegt. Sein kulturkritisch-essayistisches Denken hat seinen Ursprung in der Kritischen Theorie der Frankfurter Schule, die er später für „tot“ erklärte. Er begründete dies damit, dass die Kritische Theorie ihre Aufgabe, „als Ziviltheologie der Bundesrepublik zu fungieren“, nicht mehr überzeugend wahrnehmen könne.
Sein erster großer Erfolg gelang ihm mit der Kritik der zynischen Vernunft aus dem Jahr 1983, einem zweibändigen Werk mit fast 1000 Seiten Umfang, das ein Bestseller wurde. Die Regeln für den Menschenpark erregten 1999 eine heftige öffentliche Debatte. Sloterdijk wurde vorgeworfen, für eine faschistoide Züchtungsideologie plädiert zu haben. Um die Jahrtausendwende entstand sein „Opus magnum“, die Sphären-Trilogie (1998, 1999, 2004). 2012 erweiterte er seinen Tätigkeitsbereich als Autor, als er das Libretto der Oper Babylon von Jörg Widmann schrieb.
Laut einem Interview aus dem Jahr 2014 notiert Sloterdijk seit 1972 jeden Tag seine Gedanken in DIN-A4-Notizbüchern mit jeweils 192 Seiten Umfang. Er hatte damals bereits 124 Notizbücher gefüllt.

### Akademische Tätigkeiten
Im Jahr 1988 hielt Sloterdijk die Frankfurter Poetik-Vorlesungen im Rahmen der Stiftungsgastdozentur für Poetik an der Johann Wolfgang Goethe-Universität in Frankfurt am Main.
Von 1992 bis 2017 hatte er den Lehrstuhl für Philosophie und Ästhetik an der Staatlichen Hochschule für Gestaltung in Karlsruhe inne. Zudem wurde er 1993 Leiter des Instituts für Kulturphilosophie an der Akademie der bildenden Künste in Wien, bis er 2001 eine Vertragsprofessur am Ordinariat für Kulturphilosophie und Medientheorie in Wien übernahm. Von 2001 bis 2015 war er als Nachfolger von Heinrich Klotz Rektor der Staatlichen Hochschule für Gestaltung Karlsruhe, an der er zusätzlich zur administrativen Leitung auch weiterhin lehrte.
Daneben war er Gastdozent am Bard College im US-Bundesstaat New York, am Collège international de philosophie in Paris, am Kolleg Friedrich Nietzsche der Klassik Stiftung Weimar und an der Eidgenössischen Technischen Hochschule in Zürich.
Im Sommersemester 2024 übernahm Sloterdijk eine Gastprofessur am Collège de France.

### Kontroverse um ehemaligen Assistenten Marc Jongen
Zu den prominentesten Schülern Sloterdijks zählt sein als „Parteiphilosoph der AfD“ bekannt gewordener langjähriger Karlsruher Assistent Marc Jongen. Sloterdijk distanzierte sich 2016 in einem Interview von Jongen: „Er dürfte sich vielleicht als mein Schüler bezeichnen, wenn er in seiner Assistentenzeit wenigstens ein einziges vorzeigbares Buch geschrieben hätte. So aber bleibt es nur bei falschen Zitaten.“ 2018 beantwortete Sloterdijk laut dem New Yorker die Frage, ob es eine gemeinsame Basis („common ground“) zwischen ihm und Jongen gebe, mit einem nachdrücklichen Nein und nannte Jongen einen „kompletten Hochstapler“ („a complete impostor“). Jongen habe seine akademischen Ambitionen aufgegeben und die Politik sei nun ein Ausweg für ihn. Sloterdijk sagte im Jahr 2020, Jongen habe sein Konzept von Eros und Thymos falsch interpretiert, und gab an, seit Längerem keinen Kontakt mit ihm zu haben.

### Weitere Aktivitäten

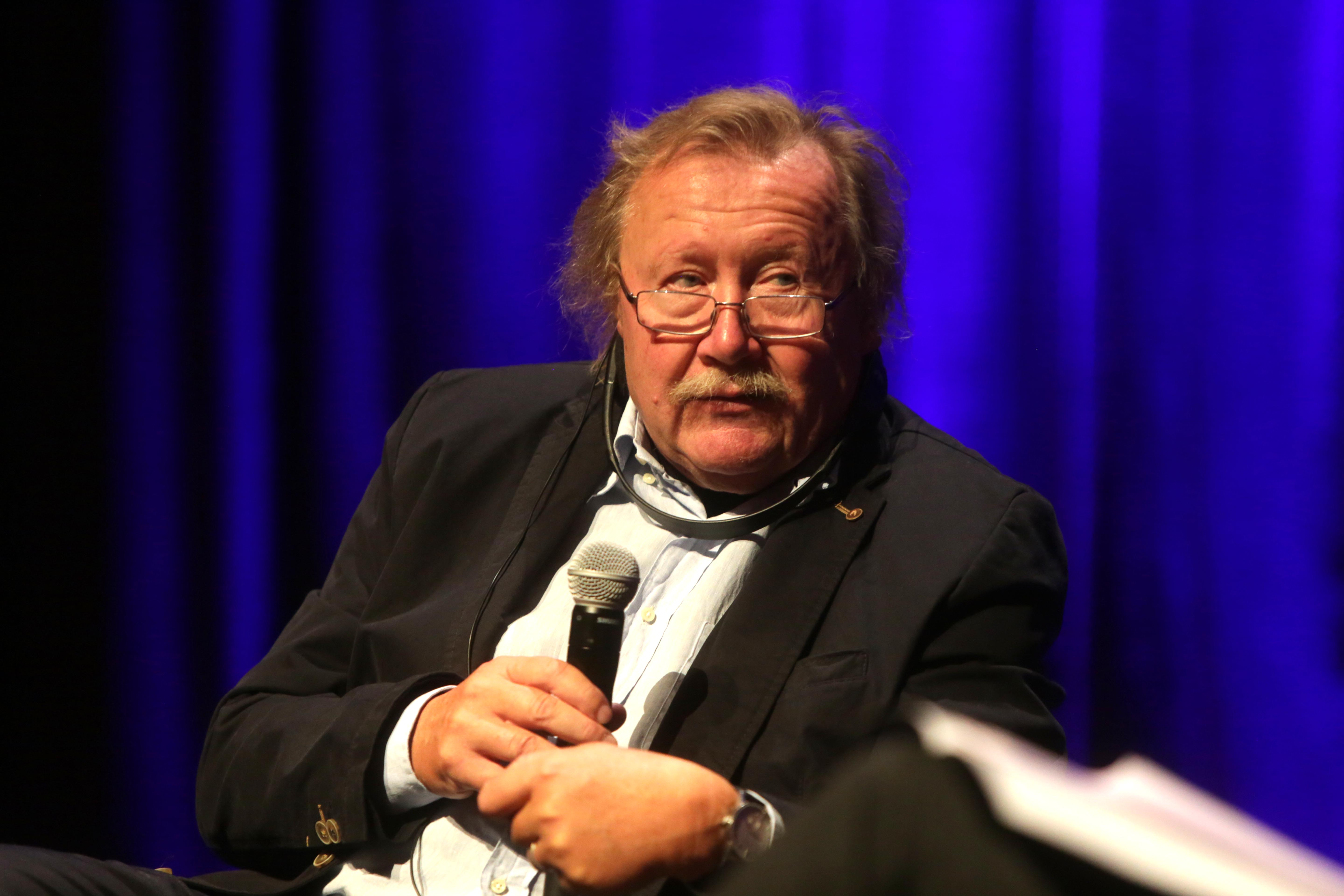
Peter Sloterdijk (2016)

Von 2002 bis 2012 moderierte Sloterdijk zusammen mit Rüdiger Safranski die Gesprächsrunde Das Philosophische Quartett im ZDF. Auch durch seine rege Vortragstätigkeit im In- und Ausland erhöhte sich sein Bekanntheitsgrad. Er war mehr als zehn Jahre lang Schirmherr der Albert Schweitzer Stiftung für unsere Mitwelt, bis sie sich im Jahr 2013 von ihm trennte.
Seit 2008 ist er Mitglied der Freien Akademie der Künste in Hamburg.
Anlässlich seines 70. Geburtstages veranstaltete das Zentrum für Kunst und Medien in Karlsruhe vom 23. bis zum 25. Juni 2017 ein Symposium unter dem Titel „Von Morgenröten, die noch nicht geleuchtet haben“.
Im Mai 2019 wurde bekannt, dass Sloterdijks Archiv als Vorlass an das Deutsche Literaturarchiv Marbach geht.
Im Januar 2024 kündigte Sloterdijk seine Mitgliedschaft im Verein Deutsche Sprache (VDS) mit sofortiger Wirkung, nachdem ein Treffen von Rechtsextremisten bekannt geworden war, an dem auch Silke Schröder, Vorstandsmitglied des VDS, teilgenommen hatte.

### Privates
Peter Sloterdijk ist seit dem Jahr 2017 in vierter Ehe mit der Hamburger Journalistin Beatrice Schmidt geb. Kolster verheiratet. In dritter Ehe war er mit der Österreicherin Regina Haslinger verheiratet. Aus dieser Verbindung hat Sloterdijk eine erwachsene Tochter, die drei Jahre vor der Heirat der Eltern geboren wurde. Peter und Beatrice Sloterdijk leben in Berlin-Charlottenburg und in der Nähe von Chantemerle-lès-Grignan in der französischen Provence.
Auf die Frage nach Gott sagte Sloterdijk: „Ich bin mit der Beschreibung als gläubiger Mensch nicht ganz glücklich, weil bei mir es eher der Gott der Philosophen ist als der der Religionen, mit dem ich mich beschäftige.“

## Debattenbeiträge

### Religion und Gesellschaft
In seinem Essay Gottes Eifer von 2007 vergleicht Sloterdijk die drei großen monotheistischen Religionen Judentum, Christentum und Islam. Dabei führt er sie auf ihre angeblich abrahamitischen Wurzeln zurück und beschreibt, was sie voneinander trennt und worin sich ihre Glaubensinhalte unterscheiden. Er geht der Frage nach, welche politisch-sozialen und psychodynamischen Voraussetzungen die Entstehung des Monotheismus bedingten. In Sloterdijks Analyse emanzipierte sich das Judentum zuerst gegen den Polytheismus der Ägypter, Hethiter und Babylonier und behauptete sich als Protesttheologie des „Triumphs in der Niederlage“. Während die Religion des Judentums auf das eigene Volk begrenzt blieb, modifizierte das Christentum mit seiner apostolischen Botschaft auch vorhandene traditionelle Religionen und bezog sie in seinen universalen Verkündigungsgehalt mit ein. Der Islam habe den offensiven Universalismus zum militärisch-politischen Expansionsmodus verschärft. Sloterdijk kommt nun zu der Annahme, dass die große Gemeinsamkeit der drei Religionen die „eifernde“ und „einwertige“ Ausprägung ihres Anspruchs auf die Gotteswahrheit sei. Dies führe zwingend zu einer konfrontativen Grundkonstellation, die unsere Gegenwart in bisher nicht gekanntem Maß bestimme. Die Reaktionen auf die gegenseitigen Angriffe und die von außen seien unterschiedlich: Für das Judentum sei ein souveränistischer Separatismus mit defensiven Zügen prägend geworden, für das Christentum die Expansion durch Mission und für den Islam der Heilige Krieg. Diese Konflikte würden durch den menschlichen Todestrieb verstärkt und seien damit schwer zu lösen. Sloterdijk unterstellt, dass der Glaube eine anthropologische Grundkonstante sei. Er wirft im Weiteren die Frage auf, ob und wie die Religionen auf einen „zivilisatorischen Weg“ geführt werden könnten, um ihr geistiges Potential nutzbar zu machen.
In der Gegenwart seien die drei Religionen Christentum, Judentum und Islam aufgerufen, so forderte Sloterdijk in einer Neuinterpretation von Lessings Ringparabel, von „Eifererkollektiven zu Parteien einer Zivilgesellschaft“ zu werden.
Sloterdijks Beiträge zum Thema Religion werden von Theologen als Herausforderung wahrgenommen und kritisiert, aber auch rezipiert.

### Wirtschafts- und Steuerpolitik

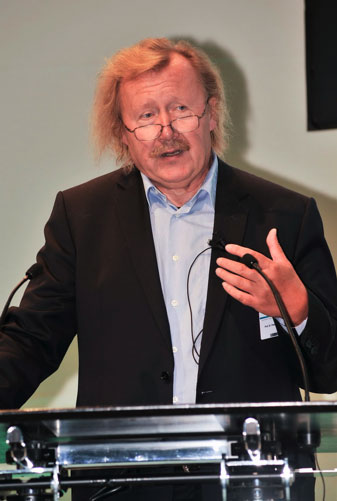
Peter Sloterdijk (2009)

Sloterdijk hat mit einem unter dem Titel Die Revolution der gebenden Hand am 13. Juni 2009 in der FAZ veröffentlichten Text eine deutsche Kontroverse über den Fiskalstaat der Gegenwart ausgelöst. Was heute je nachdem als „Kapitalismus“ oder „Soziale Marktwirtschaft“ bezeichnet wird, nennt er einen „Semi-Sozialismus auf eigentumswirtschaftlicher Grundlage“, wobei er für eine „Abschaffung der Zwangssteuern und zu deren Umwandlung in Geschenke an die Allgemeinheit“ plädiert. Diese These zog Beiträge der Frankfurter Schule in der Zeit nach sich, so insbesondere von Lutz Wingert und Axel Honneth. Wingert sprach von einer „Allianz der Leistungsträger“ gegen die „Schwachen“; Honneth nannte Sloterdijks Thesen „fatalen Tiefsinn“. Sloterdijk erläuterte seine Position 2010 in dem Buch Die nehmende Hand und die gebende Seite: Beiträge zu einer Debatte über die demokratische Neubegründung von Steuern.
Ludger Lütkehaus attestierte Sloterdijk in einem Artikel aus dem Jahr 2012 zwar Originalität im Denken, nannte die Idee einer „Ersetzung der Steuern durch eine Wohlhabenden-Ethik der freiwilligen Gabe“ jedoch einen „abwegigen Einfall“. Im selben Jahr forderte Sloterdijk in einem Gespräch mit René Scheu die Ersetzung der angeblich herrschenden „Fiskalkleptokratie“ durch eine „Fiskaldemokratie“, in der die Bürger mitbestimmen können, wohin ihre Steuer- bzw. Gabenströme fließen.
Jürgen Borchert kritisierte Sloterdijk im Jahr 2013 für seine Haltung und befand, dass er an „Phantomschmerz im Elfenbeinturm“ leide. Seines Erachtens würde Sloterdijk, wenn er „mal sozialversicherungspflichtig arbeiten würde“, eine andere Sichtweise einnehmen.

### Staatsschulden
In mehreren Interviews thematisierte er die Finanzkrise ab 2007 vor dem Hintergrund der modernen Schuldenwirtschaft und sprach von einer „Desorientierung von historischen Größenordnungen“, wenn sich mit alten Schulden stets neue Schulden besichern lassen. Was den Staaten und Banken heute fehle, sei „Pfandklugheit“. Dabei bezieht sich Sloterdijk auf Thesen der Eigentumsökonomik, wie sie von Gunnar Heinsohn ausgearbeitet wurden.

### Plagiate in der Wissenschaft
In einem 2011 bei der Tagung „Plagiate, Wissenschaftsethik und Geistiges Eigentum“ nach der Plagiatsaffäre Guttenberg gehaltenen Vortrag, der abgewandelt im Spiegel und 2013 in einem Tagungsband erschien, vertrat Sloterdijk die Ansicht, dass 98 bis 99 Prozent aller akademischen Textproduktion „in der wie auch immer berechtigten oder unberechtigten Erwartung des partiellen oder völligen Nichtgelesenwerdens verfasst“ würden. Daraus ergebe sich „die fast zwingende Konsequenz, dem Nicht-Leser zu geben, was ihm gebührt – und wenn es der eigene Prüfer oder die Deutsche Forschungsgemeinschaft wäre.“ Der Plagiatsexperte Jochen Zenthöfer griff die Äußerungen 2022 im Zusammenhang mit Plagiatsvorwürfen gegen Yana Milev auf, deren Dissertation Sloterdijk betreut hatte. Thomas Trenkler kritisierte im August 2023 im Kurier die schleppende Aufarbeitung des Falls an der Akademie der bildenden Künste Wien.

### Europa
In seiner Rede Reflexionen eines nicht mehr Unpolitischen (2013) sieht Sloterdijk das Projekt der Europäischen Union „vor dem Zerfall“ und prognostiziert eine „unvermeidliche Neuformatierung Europas“.

### Flüchtlingskrise
In der Flüchtlingskrise positionierte sich Sloterdijk gegen die von Bundeskanzlerin Angela Merkel vertretene Politik: „Die deutsche Regierung hat sich in einem Akt des Souveränitätsverzichts der Überrollung preisgegeben“, sagte er im Gespräch mit dem Magazin Cicero. Es gebe jedoch „keine moralische Pflicht zur Selbstzerstörung“. Das Verhalten der Medien schalt er in diesem Zusammenhang als „Lügenäther“, der so dicht sei „wie seit den Tagen des Kalten Kriegs nicht mehr“. Im Journalismus trete eine „Verwahrlosung“ und eine „zügellose Parteinahme allzu deutlich hervor“. Das Bemühen um Neutralität sei gering, „die angestellten Meinungsäußerer werden für Sich-Gehen-Lassen bezahlt, und sie nehmen den Job an.“
In der sich anschließenden öffentlichen Debatte wurde Sloterdijk deutlich kritisiert. Georg Diez bezeichnete Sloterdijk als „Poseur, Relativierer, Nebelwerfer“, der „eine ganze Karriere daraus gemacht [hat], Wirklichkeit in Raunen zu verwandeln“. Seine Philosophie sei mit rechten Verschwörungstheorien angereichert und predige eine „krude ‚Natürlichkeit‘“. Auch der Publizist Georg Seeßlen bescheinigt Sloterdijk wie auch Rüdiger Safranski, einen antimodernen Diskurs aufzugreifen und dazu beizutragen, dass eine vernunftgeleitete Diskussion nicht mehr möglich sei. Gleichfalls kritisch äußerten sich der Soziologe Armin Nassehi und der Politologe Herfried Münkler. Laut Nassehi bediene das Cicero-Interview mit einer „Kulturkritik, die die Flüchtlingskrise geradezu genüsslich als eine Gelegenheit begrüßt, Sätze zu sagen, die in aller Deutlichkeit zu hässlich wären“, „genau jene Semantik, von der rechte und rechtsintellektuelle Invektiven derzeit leben“. Münkler nannte die Beiträge Sloterdijks und Safranskis „unbedarft“, „ahnungslos“ und ein Zeichen des „gravierenden Mangel[s] an strategischer Reflexivität in der politischen Kultur dieses Landes“. Sie, „die sich über Jahre als Gralshüter realer Komplexität und Repräsentanten komplexen Denkens in Szene gesetzt haben“, gäben nun „unterkomplexe Antworten“ und suggerierten, „man [könne] in Europa wieder zu einer Ordnung zurückkehren, in der Grenzen und Souveränität die Leitvorstellungen des Politischen waren“. Richard David Precht warf Sloterdijk vor, einen Nazi-Jargon zu verwenden, der an Rudolf Höß erinnere.
In einer Replik verteidigte Sloterdijk seine Position gegen die Kritiker, insbesondere gegen Münkler. Er habe sein „Bedenken“ gegen die „‚Flutung‘ Deutschlands mit unkontrollierbaren Flüchtlingswellen“ nicht aus nationalkonservativer oder neu-rechter Haltung heraus, sondern aus einer „linkskonservative[n] Sorge um den gefährdeten sozialen Zusammenhalt“ ausgedrückt und sei weiterhin der Ansicht der „Volksmeinung“, dass die „Merkelsch[e] Willkommens-Propaganda […] eine Improvisation in letzter Minute“ darstelle. Seine Kritiker betrieben „intentionale Falschlektüre“ und seien von „Beißwut, Polemik und Abweichungshass“ geleitet.

### Sex und Feminismus
Im September 2016 veröffentlichte Peter Sloterdijk den E-Mail-Roman Das Schelling-Projekt. Der semi-autobiographische Text enthält ein Selbstporträt des Autors, dies unter dem Namen „Peer Sloterdijk“. Auch mehrere seiner Freunde erscheinen durchschaubar verschlüsselt. Zusammen konzipieren sie per E-Mail-Austausch einen Antrag für ein Forschungsprojekt, den sie an die Deutsche Forschungsgemeinschaft (DFG) stellen wollen. Sein Thema ist die Evolution des weiblichen Orgasmus. Um den Antrag tiefsinniger erscheinen zu lassen und so die Gutachter zu blenden, fingieren die Antragsteller einen Zusammenhang des Projekts mit der Naturphilosophie Friedrich Wilhelm Joseph Schellings. Die Gutachter durchschauen jedoch die Mystifikation und lehnen das Projekt ab. Nach dem Scheitern des Antrags löst sich das Team auf; jeder der Protagonisten geht eigene Wege. Im letzten Kapitel werden klimaktisch verschiedene Gedanken und Projektideen von den Figuren vorgetragen. Eine unerklärliche E-Mail des toten Nicolaus Sombart ist eine willkommene Abwechslung, um dem außergewöhnlichen Soziologen die Reverenz zu erweisen.
Da, wie Jens Jessen aufzeigte, Sloterdijk kaum Mühe an eine literarische Gestaltung des Stoffes verwandte, wurde sein Text unmittelbar als politische Stellungnahme verstanden: als Angriff auf das Gender-Mainstreaming westlicher Länder zu Beginn des 21. Jahrhunderts. Die Schriftstellerin Elke Schmitter beschrieb Sloterdijks Text in einem Artikel für den Spiegel unter dem Titel „Die Frau als Herrenwitz“ als anti-feministisches Pamphlet, das nur notdürftig als Roman getarnt sei. Stefanie Lohaus schrieb, Sloterdijk verwerfe die sexuelle Selbstbestimmung der Frauen.

### Bedrohung der Identität durch gesellschaftlichen Wandel
Im April 2018 sprach Sloterdijk mit René Scheu über die Erfahrung, dass sich alles immer schneller verändert, als das prägende Lebensgefühl in modernen Gesellschaften. Die umfassende Veränderung nannte er „Drift“ und charakterisierte sie als „das große Gleiten“ (analog zum umgangssprachlichen „alles kommt ins Rutschen“). Die erste große Erschütterung sei im 19. Jahrhundert durch Darwins Entdeckung ausgelöst worden, dass die Arten der Tiere und Pflanzen, die man für gottgegeben hielt, ständiger Veränderung unterworfen sind. Ab dem Ende des 19. Jahrhunderts sei die Wahrnehmung dazugekommen, dass auch Völker sich verändern – viel schneller als etwa Gebirge (von denen man ebenfalls erfuhr, dass sie kommen und gehen) oder Tierarten, aber immer noch langsam im Vergleich zu den gegenwärtigen Umwälzungen. Die Migration geschehe heute umfassender, massiver und schneller, sie sei eines der stärksten Merkmale der Gesellschaft. Sie verlaufe nicht nur zwischen Ländern und Kontinenten, sondern ebenso und „grundlegender“ von ländlichen Gebieten in die Städte (Urbanisierung). Diese „riesenhaften Bewegungen“ seien die „letzte Stufe des allgemeinen beschleunigten Gleitens“. Hinzu kommen unter anderem unzählige technische Neuerungen und die „Einwanderung“ von immer mehr Maschinen, zu denen Sloterdijk auch Autos zählt, in die Gesellschaft. Sloterdijk sagte zusammenfassend: „Das große Gleiten ist jetzt in das gesamte Spektrum menschlichen Lebens eingedrungen.“ Niemand könne der ständigen Innovation entkommen.
Die Folge sei starke Verunsicherung. Die Medien trügen dazu bei, indem sie Streit verstärken. Die AfD und die Partei Die Linke seien „zwei reine MeToo-Parteien“ – in ihnen finden sich Menschen zusammen, die sich als Opfer des Wandels sehen. Der Zusammenschluss von Menschen, die ihr Unbehagen oder ihre Empörung teilen wollen, sei überhaupt das Prinzip der Bildung von politischen Parteien. Viele Menschen hätten die Befürchtung, es könne ihnen ergehen wie der Kafka’schen Figur Gregor Samsa, der sich plötzlich in ein anderes Wesen verwandelt sah: „Wer am Morgen aufwacht und sich nach einer Anlaufphase im Bad als den oder die wiedererkennt, der oder die sich am Abend zuvor niedergelegt hat, darf als stabil und darum änderungstolerant gelten. Wer hingegen Grund zur Annahme hat, der Wiedererkennungseffekt könnte sich auch einmal nicht einstellen, ist gefährdet – und wohl zu vielem, ja zu allem bereit, um die Identität zu verteidigen, von der er oder sie glaubt, sie komme ihm oder ihr abhanden.“

## Auszeichnungen
Quelle:
- 1993: Ernst-Robert-Curtius-Preis für Essayistik
- 1999: Friedrich-Märker-Preis für Essayistik
- 2001: Christian-Kellerer-Preis für die Zukunft philosophischer Gedanken
- 2005: Wirtschaftsbuchpreis der Financial Times Deutschland
- 2005: Sigmund-Freud-Preis für wissenschaftliche Prosa
- 2005: Österreichisches Ehrenzeichen für Wissenschaft und Kunst
- 2006: Commandeur des Ordre des Arts et des Lettres
- 2008: Lessing-Preis für Kritik
- 2008: Cicero Rednerpreis
- 2008: Internationaler Mendelssohn-Preis zu Leipzig, Kategorie Gesellschaftliches Engagement
- 2008: Prix européen de l’essai Charles Veillon für sein Werk Zorn und Zeit aus dem Jahr 2006
- 2009: BDA-Preis für Architekturkritik
- 2010: B.Z.-Kulturpreis
- 2011: Ehrendoktorwürde der Radboud-Universität Nijmegen, Niederlande
- 2013: Ludwig-Börne-Preis
- 2017: Helmuth-Plessner-Preis[63]
- 2020: Ehrendoktorwürde der Università degli studi Roma Tre, Italien
- 2021: Europapreis für politische Kultur der Hans Ringier Stiftung
- 2023: Ehrendoktorwürde der West-Universität Temeswar, Rumänien

## Würdigung und Kritik
Daniel Kehlmann nannte Sloterdijk „einen der wichtigsten Denker unserer Zeit“. Hans Ulrich Gumbrecht nannte ihn den „heitersten aller Philosophen“.
Sloterdijk ist andererseits nicht unumstritten. Der Journalist Christian Modehn bezeichnet ihn als Vordenker der Rechtsradikalen und als Stichwortgeber der  AfD, obwohl Sloterdijk diese mit scharfen Worten verurteilt hatte. Sloterdijks Thesen, geäußert 2016 in der Zeitschrift Cicero, seien gegen eine humane Flüchtlingspolitik gerichtet. Thymos verstehe Sloterdijk sprach-kreativ als „Regungsherd des stolzen Selbst“, ein Wortspiel, das manch einen an die neunzehnhundertdreißiger Jahre in Deutschland erinnere. Modehn zitiert Holger Freiherr von Dobenecks Buch Das Sloterdijk-Alphabet, dass „Heiner Mühlmanns Buch ‚Natur und Kultur‘ […] Sloterdijks favorisiertes Kulturmodell“ sei. Klaus Weber warf ihm vor, einem neuen Faschismus Vorschub zu leisten. Der Soziologe Armin Nassehi setzte sich mit dem von Sloterdijk verwendeten Begriff „Lügenäther“ auseinandener. Er stellte dazu fest: „Natürlich muss jemand, der zur Elite gehört, sich vom Ideenmüll einer geradezu proletarischen AfD distanzieren. Vom Pöbel wollen wir natürlich nichts wissen, wir sind in der Lage, das auf eine ganz andere Weise zu formulieren. Wir sagen nicht ‚Lügenpresse‘, wir sagen ‚Lügenäther‘“. Der Historiker und Publizist Rudolf Walther bezeichnete Sloterdijk als „Scharlatan“, der Literaturwissenschaftler Dirk Pilz nannte ihn den „Dieter Bohlen der Philosophie“.
Die Zeitschrift Cicero wählte Sloterdijk in seiner alljährlichen Rangliste der 500 wichtigsten Intellektuellen im deutschsprachigen Raum in den Jahren 2019 und 2022 jeweils auf Platz 1.

## Trivia
Sloterdijk fuhr früher mit seinem Fahrrad bis zu 130 Kilometer am Tag, um sich gedanklich zu befreien, und nannte sich einen „Velomanen“. 2014 erklärte er in einem Interview, beim Radfahren gehe es darum, den schädlichen Gedanken davonzufahren. Nach reichlich einer Stunde Radfahren komme er in einen „parameditativen Zustand“. Beim Heimkommen sei man ein besserer Mensch als beim Losfahren.
Sloterdijks Haare haben einen gewissen Auffälligkeitswert. Er sagte, sein Desinteresse an Frisur sei wohl ein „68er-Erbstück“.
Sloterdijk ist mit dem FDP-Politiker Christian Lindner und dessen Frau Franca Lehfeldt befreundet. Bei der Trauung von Lindner und Lehfeldt im Juli 2022 hielt er eine Rede im Gottesdienst. Sloterdijk schätzt Lindner auch als Politiker. In einem Gespräch mit Gabor Steingart zur Bundestagswahl 2021, das als Podcast verbreitet wurde, sagte er, Lindner könne „seit vielen Jahren als das größte politische Talent“ wahrgenommen werden, „das Deutschland seit einem halben Jahrhundert hervorgebracht hat“.

## Schriften

### Chronologisches Werkverzeichnis
- Literatur und Organisation von Lebenserfahrung. Autobiographien der Zwanziger Jahre. Hanser, München 1978 (zugleich Dissertation), ISBN 3-446-12627-9.
- Kritik der zynischen Vernunft. Zwei Bände. Suhrkamp, Frankfurt am Main 1983 (edition suhrkamp (es), Band 1099), ISBN 3-518-11099-3.
- Der Zauberbaum. Die Entstehung der Psychoanalyse im Jahr 1785. Ein epischer Versuch zur Philosophie der Psychologie. Suhrkamp, Frankfurt am Main 1985, ISBN 3-518-37945-3.
- Der Denker auf der Bühne. Nietzsches Materialismus. Suhrkamp, Frankfurt am Main 1986 (es 1353), ISBN 3-518-11353-4.
- Kopernikanische Mobilmachung und ptolemäische Abrüstung. Ästhetischer Versuch. Suhrkamp, Frankfurt am Main 1987 (es 1375), ISBN 3-518-11375-5.
- Peter Sloterdijks Kritik der zynischen Vernunft. Suhrkamp, Frankfurt am Main 1987 (es 1297), ISBN 3-518-11297-X.
- Zur Welt kommen – zur Sprache kommen. Frankfurter Poetik-Vorlesungen. Suhrkamp, Frankfurt am Main 1988 (es 1505), ISBN 3-518-11505-7.
- Eurotaoismus. Zur Kritik der politischen Kinetik. Suhrkamp, Frankfurt am Main 1989 (es 1450), ISBN 3-518-11450-6.
- Versprechen auf Deutsch. Rede über das eigene Land. Suhrkamp, Frankfurt am Main 1990 (es 1631), ISBN 3-518-11631-2.
- Weltsucht. Anmerkungen zum Drogenproblem. Vortrag im Rahmen der 40. Lindauer Psychotherapiewochen 1990, In: P. Buchheim, M Cierpka, Th. Seifert (Hrsg.): Psychotherapie im Wandel. Abhängigkeit. (Lindauer Texte. Texte zur psychotherapeutischen Fort- und Weiterbildung.) Springer-Verlag, Berlin et al. 1991, ISBN 3-540-53858-5 (PDF; 655 kB), S. 145–163.
- Im selben Boot. Versuch über die Hyperpolitik. Suhrkamp, Frankfurt am Main 1993, ISBN 3-518-38947-5.
- mit Carlos Oliveira: Selbstversuch. Hanser, München 1993, ISBN 3-446-18769-3.
- Weltfremdheit. Suhrkamp, Frankfurt am Main 1993 (es 1781), ISBN 3-518-11781-5.
- Medienzeit. Drei gegenwartsdiagnostische Versuche. Schriftenreihe der Staatlichen Hochschule für Gestaltung Karlsruhe, Band 1, hrsg. v. Heinrich Klotz, Cantz, Stuttgart 1993, ISBN 3-89322-586-2.
- Falls Europa erwacht. Gedanken zum Programm einer Weltmacht am Ende des Zeitalters ihrer politischen Absence. Suhrkamp, Frankfurt am Main 1994, ISBN 3-518-39902-0.
- Chancen im Ungeheuren. Notiz zum Gestaltwandel des Religiösen in der modernen Welt im Anschluss an einige Motive bei William James. Vorwort zu: William James: Die Vielfalt religiöser Erfahrung. Insel, Frankfurt am Main und Leipzig 1997 (zugleich it 1784), ISBN 3-458-33484-X.
- Der starke Grund zusammen zu sein. Erinnerung an die Erfindung des Volkes. Suhrkamp, Frankfurt am Main 1998, ISBN 3-518-06527-0.
- Sphären I – Blasen, Mikrosphärologie. Suhrkamp, Frankfurt am Main 1998, ISBN 3-518-41022-9.
- Regeln für den Menschenpark. Ein Antwortschreiben zu Heideggers Brief über den Humanismus. Suhrkamp, Frankfurt am Main 1999 (es), ISBN 3-518-06582-3.
- Sphären II – Globen, Makrosphärologie. Suhrkamp, Frankfurt am Main 1999, ISBN 3-518-41054-7.
- Die Verachtung der Massen. Versuch über Kulturkämpfe in der modernen Gesellschaft. Suhrkamp, Frankfurt am Main 2000 (es), ISBN 3-518-06597-1.
- Über die Verbesserung der guten Nachricht. Nietzsches fünftes ,Evangelium‘. Suhrkamp, Frankfurt am Main 2000 (es), ISBN 3-518-06615-3.
- mit Hans-Jürgen Heinrichs: Die Sonne und der Tod. Dialogische Untersuchungen. Suhrkamp, Frankfurt am Main 2001, ISBN 3-518-45787-X.[76]
- Das Menschentreibhaus. Stichworte zur historischen und prophetischen Anthropologie. Vier große Vorlesungen. VDG, Weimar 2001, ISBN 3-89739-208-9.
- Tau von den Bermudas. Versuch über das Verlangen nach Neuzeit. Suhrkamp, Frankfurt am Main 2001, ISBN 3-518-06632-3.
- Nicht gerettet. Versuche nach Heidegger. Suhrkamp, Frankfurt am Main 2001, ISBN 3-518-41279-5.
- Luftbeben. An den Quellen des Terrors. Suhrkamp, Frankfurt am Main 2002 (es), ISBN 3-518-12286-X.
- Sphären III – Schäume, Plurale Sphärologie. Suhrkamp, Frankfurt am Main 2004, ISBN 3-518-41466-6.
- Im Weltinnenraum des Kapitals. Zu einer philosophischen Geschichte der terrestrischen Globalisierung. Suhrkamp, Frankfurt am Main 2005, ISBN 3-518-45814-0.
- Zorn und Zeit. Politisch-psychologischer Versuch. Suhrkamp, Frankfurt am Main 2006, ISBN 3-518-41840-8.
- mit Alain Finkielkraut: Was zählt, kehrt wieder. Zeitdiagnostische Gespräche. Suhrkamp, Frankfurt am Main 2007, ISBN 978-3-518-12399-7.
- Der ästhetische Imperativ. Schriften zur Kunst. Hrsg. v. Peter Weibel, Philo, Hamburg 2007, ISBN 978-3-86572-629-2.
- Derrida, ein Ägypter. Über das Problem der jüdischen Pyramide. Suhrkamp, Frankfurt 2007 (es), ISBN 978-3-518-12502-1.
- Gottes Eifer. Vom Kampf der drei Monotheismen. Verlag der Weltreligionen im Insel Verlag, 2007, ISBN 978-3-458-71004-2.
- Der Anwalt des Teufels. In: Jérôme Bindé (Hrsg.): Die Zukunft der Werte. Suhrkamp, Frankfurt am Main 2007 (es), ISBN 978-3-518-12516-8.
- Theorie der Nachkriegszeiten: Bemerkungen zu den deutsch-französischen Beziehungen seit 1945. Suhrkamp Verlag, 2008, ISBN 978-3-518-06992-9.
- Du mußt dein Leben ändern. Über Anthropotechnik. Suhrkamp, Frankfurt am Main 2009, ISBN 978-3-518-41995-3.
- Philosophische Temperamente. Von Platon bis Foucault. Diederichs, München 2009, ISBN 978-3-424-35016-6.
- Scheintod im Denken. Von Philosophie und Wissenschaft als Übung (Unseld Lecture, Tübingen 2007). Suhrkamp, Berlin 2010, ISBN 978-3-518-26028-9.
- Die Revolution der gebenden Hand. In: Frank Schirrmacher, Thomas Strobl (Hrsg.): Die Zukunft des Kapitalismus. Suhrkamp, Frankfurt am Main 2010 (es), ISBN 978-3-518-12603-5.
- Die nehmende Hand und die gebende Seite. Beiträge zu einer Debatte über die demokratische Neubegründung von Steuern. Suhrkamp, Berlin 2010 (es), ISBN 978-3-518-06141-1.
- Streß und Freiheit. Suhrkamp (Sonderdruck, Text der fünften Berliner Rede zur Freiheit), Berlin 2011 (es), ISBN 978-3-518-06207-4.
- Babylon, Libretto zu einer Oper in sieben Szenen, Musik von Jörg Widmann (UA an der Bayerischen Staatsoper München, 27. Oktober 2012)[77]
- Von der Domestikation des Menschen zur Zivilisierung der Kulturen. Zur Beantwortung der Frage, ob die Menschheit zur Selbstzähmung fähig ist. In: B.-Christoph Streckhardt (Hrsg.): Die Neugier des Glücklichen. Eine Festschrift für den Gründer des Kollegs Friedrich Nietzsche. Verlag der Bauhaus-Universität Weimar 2012, ISBN 978-3-86068-474-0.
- Zeilen und Tage. Notizen 2008–2011. Suhrkamp, Berlin 2012, ISBN 978-3-518-42342-4.[78]
- Ausgewählte Übertreibungen. Gespräche und Interviews 1993–2012. Suhrkamp, Berlin 2013, ISBN 978-3-518-42200-7.
- Im Schatten des Sinai. Fußnote über Ursprünge und Wandlungen totaler Mitgliedschaft. Suhrkamp, Berlin 2013 (es 2672), ISBN 978-3-518-12672-1.
- Reflexionen eines nicht mehr Unpolitischen. Dankrede von Peter Sloterdijk zur Entgegennahme des Ludwig-Börne-Preises 2013. Laudatio: Hans Ulrich Gumbrecht: Wachheit. Von Ludwig Börne zu Peter Sloterdijk. Suhrkamp, Berlin 2013 (es), ISBN 978-3-518-06070-4.
- mit Thomas Macho: Gespräche über Gott, Geist und Geld. Herder, Freiburg im Breisgau 2014, ISBN 978-3-451-30928-1.
- Die schrecklichen Kinder der Neuzeit. Über das anti-genealogische Experiment der Moderne. Suhrkamp, Berlin 2014, ISBN 978-3-518-42435-3.
- Was geschah im 20. Jahrhundert? Unterwegs zu einer Kritik der extremistischen Vernunft. Suhrkamp, Berlin 2016, ISBN 978-3-518-42507-7.
- Das Schelling-Projekt. Ein Bericht. Suhrkamp, Berlin 2016, ISBN 978-3-518-42524-4.
- Nach Gott: Glaubens- und Unglaubensversuche. Suhrkamp, Berlin 2017, ISBN 978-3-518-42632-6.
- Neue Zeilen und Tage. Notizen 2011–2013. Suhrkamp, Berlin 2018, ISBN 978-3-518-42844-3.
- Polyloquien. Ein Brevier. Hrsg. v. Raimund Fellinger, Suhrkamp, Berlin 2018, ISBN 978-3-518-42775-0.[79]
- Den Himmel zum Sprechen bringen: Elemente der Theopoesie. Suhrkamp, Berlin 2020, ISBN 978-3-518-42933-4.
- Der Staat streift seine Samthandschuhe ab. Ausgewählte Gespräche und Beiträge 2020–2021. Suhrkamp, Berlin 2021, ISBN 978-3-518-47222-4.
- Wer noch kein Grau gedacht hat. Eine Farbenlehre. Suhrkamp, Berlin 2022, ISBN 978-3-518-43068-2.
- Die Reue des Prometheus. Von der Gabe des Feuers zur globalen Brandstiftung. edition suhrkamp, Sonderdruck, Suhrkamp, Berlin 2023, ISBN 978-3-518-02985-5.
- Zeilen und Tage III. Notizen 2013–2016. Suhrkamp, Berlin 2023, ISBN 978-3-518-43147-4.[80]
- Der Kontinent ohne Eigenschaften. Lesezeichen im Buch Europa. Vorlesungen am Collège de France. Suhrkamp, Berlin 2024, ISBN 978-3-518-43214-3.
  - Daraus: Le continent sans qualités: Leçon inaugurale prononcée au Collège de France le jeudi 4 avril 2024. Collège de France, Paris 2024, ISBN 978-2-7226-0848-1, doi:10.4000/14024 (französisch, openedition.org [abgerufen am 7. Juni 2025] Antrittsvorlesung am Collège de France, gehalten am 4. April 2024).

### Als Herausgeber
- Vor der Jahrtausendwende: Berichte zur Lage der Zukunft. Zwei Bände, Suhrkamp, Frankfurt am Main 1990 (es 1550), ISBN 3-518-11550-2.
- Mystische Zeugnisse aller Zeiten und Völker (nach Martin Bubers Sammlung Ekstatische Konfessionen von 1909), Diederichs, München 1993.
- mit Thomas Macho: Weltrevolution der Seele. Ein Lese- und Arbeitsbuch der Gnosis von der Spätantike bis zur Gegenwart. Zwei Bände, Artemis & Winkler, München/Zürich 1993, ISBN 978-3-7608-1055-3.
- Philosophie jetzt! (Neunzehnbändige Reihe mit Porträts und Werkauszügen berühmter Denker von Platon bis Foucault), Diederichs, München 1995 ff.
- Schriftenreihe der HfG Karlsruhe (Zehnbändige Reihe mit wissenschaftlichen, künstlerischen und zeitdiagnostischen Positionen aus der Hochschule und ihrem Umfeld), Wilhelm Fink Verlag, Paderborn 2007 ff.

### Als Übersetzer
- Antoine de Saint-Exupéry: Der kleine Prinz. Insel, Berlin 2015, ISBN 978-3-458-20017-8.

## Dokumentarfilme
- Gefährliches Denken als Beruf – Der Philosoph Peter Sloterdijk. ZDF/ARTE-Dokumentation 1997, 30 Min., Regie: Holger Preuße, Kamera: Svea Andersson, Ton: Anke Möller.
- Im Gespräch mit Peter Sloterdijk. ARTE 2025, auf www.youtube.com, Kanal „Peter Sloterdijk“: Teil 1, Teil 2